# Carolina Coordes
Carolina Coordes (* 19. Juli 2004 in Berlin) ist eine deutsche Wasserspringerin, die an den Schwimmweltmeisterschaften 2025 teilnahm.

## Leben und Karriere
Carolina Coordes begann Wasserspringen zusammen mit ihrem Bruder.
2024 gewann sie beim Mixed-Turm-Synchronspringen zusammen mit Tom Waldsteiner mit 296,04 Punkten den ersten Platz der Internationalen Deutschen Sommermeisterschaft im Wasserspringen.
Bei den Europameisterschaften 2025 erreichte sie mit Pauline Pfeif beim 10-Meter-Turmsynchronspringen den dritten Platz und erhielt die Bronzemedaille. Beim 10-Meter-Mixed-Wettbewerb hatte sie im Jahr davor bei den Europameisterschaften in Belgrad bereits Silber und beim Mannschaftswettbewerb Bronze gewonnen.
Im Juli 2025 nahm sie an den FISA World University Games teil, wo sie mit Pauline Pfeif im Wettbewerb des 10-Meter-Synchronspringens 294,60 Punkte erzielte und die Silbermedaille gewann. Kurz danach startete sie bei ihrer ersten Weltmeisterschaft in Singapur. Sie kam mit Pauline Pfeif beim 10-Meter-Synchronspringen mit 253,68 Punkten auf Platz 12.
Carolina Coordes ist Mitglied des Berliner Turn- und Sport Club, studiert Gesundheitswissenschaften und ist Sportsoldatin in der Sportfördergruppe der Bundeswehr (Stand 2025).